# Eugeniusz Chyłek
Eugeniusz Karol Chyłek (ur. 1950, zm. 16 listopada 2018) – polski profesor nauk rolniczych.

## Życiorys
Absolwent II Liceum Ogólnokształcącego im. Stefana Batorego w Warszawie (matura 1968). Ukończył studia na Wydziale Technologii Żywności Szkoły Głównej Gospodarstwa Wiejskiego w Warszawie. W 1996 roku na Wydziale Rolniczym Akademii Rolniczo-Technicznej w Olsztynie otrzymał stopień naukowy doktora nauk rolniczych,  w 2008 roku na Wydziale Rolniczo-Ekonomicznym Uniwersytetu Rolniczego im. Hugona Kołłątaja w Krakowie uzyskał stopień doktora habilitowanego, w 2013 roku – tytuł profesora nauk rolniczych.
Od 1991 roku pracował w administracji Ministerstwie Rolnictwa i Rozwoju Wsi, był m.in. radcą ministra w departamencie Strategii, Analiz i Rozwoju. Od 2004 roku był przedstawicielem Polski w Stałym Komitecie ds. Badań w Rolnictwie przy Dyrektoriacie Badań i Innowacji Komisji Europejskiej Ministerstwa Rolnictwa i Rozwoju Wsi.

## Odznaczenia
- Złoty Krzyż Zasługi[6]